# Мухсинзаде Мехмед паша
Мухсинзаде Мехмед паша (името му се среща и като: Мусул Заде Мехмед паша) е османски политик и на два пъти велик везир. Син на Мухсинзаде Абдула паша, велик везир през 1737 г.